# Formosus
Formosus, född 816 i Rom, död 4 april 896 i Rom, var påve från 6 oktober 891 till sin död. 
Nio månader efter Formosus död deltog hans lik i en rättegång som blivit känd som kadaversynoden. 

## Biografi
De första historiska uppgifterna om Formosus, är när påve Nicolaus I utnämnde honom till kardinalbiskop av Porto år 864. Nicolaus måste ha fått anledning att förlita sig på Formosus, för när furst Bogoris av Bulgarien sände en ambassad till Rom för att överlämna några frågor om kristendomen, sände Nicolaus Formosus och biskop Paulus av Populonia till Bulgarien som sina legater med svaret Responsa Nicolai ad consulta Bulgarorum. 
Fursten blev så intagen av Formosus, att han gjorde en framställan till påven att han inte ville se någon annan än Formosus som ärkebiskop över sitt land. Den kanoniska rätten medgav dock inte en sådan förflyttning, så påven tvingades neka till furstens begäran, och Formosus återvände därför till Rom. 
Sedan Nicolaus efterträtts av Hadrianus II gjorde fursten samma framställan, men med lika klent resultat. Formosus sändes under nästföljande påvar på flera särskilda uppdrag, bland annat till Frankrike för att lösa äktenskapstvisten mellan kung Lothar II av Lotharingia och Theutberga, till frågor om successionsordningen i Frankrike, samt för att kalla Karl den skallige till kejsarkröning av påven.
Formosus tillhörde dock den grupp som av rädsla för påven flydde från Rom efter kröningen av Karl den skallige; varför Formosus tillhörde denna grupp är ovisst, eftersom han varit den som lagt fram inbjudan till kejsaren. När påven fick höra om flykten, kallade han till en synod där han uppmanade flyktingarna att återvända till Rom. Vid synoden lades fram flera åtalspunkter som kraftigt ifrågasatte Formosus moral. Vid en andra synod fråntogs han prästvärdigheten. Vid ett senare tillfälle uppträdde Formosus själv inför sina klaganden, och fick då gå ed på att inte återvända till Rom och att inte verka som präst. När Marinus I blivit påve löstes Formosus från denna ed, och han återinsattes som kardinal av Porto. 
Därefter tiger källorna om Formosus, fram till den konklav som valde honom till påve den 6 oktober 891.

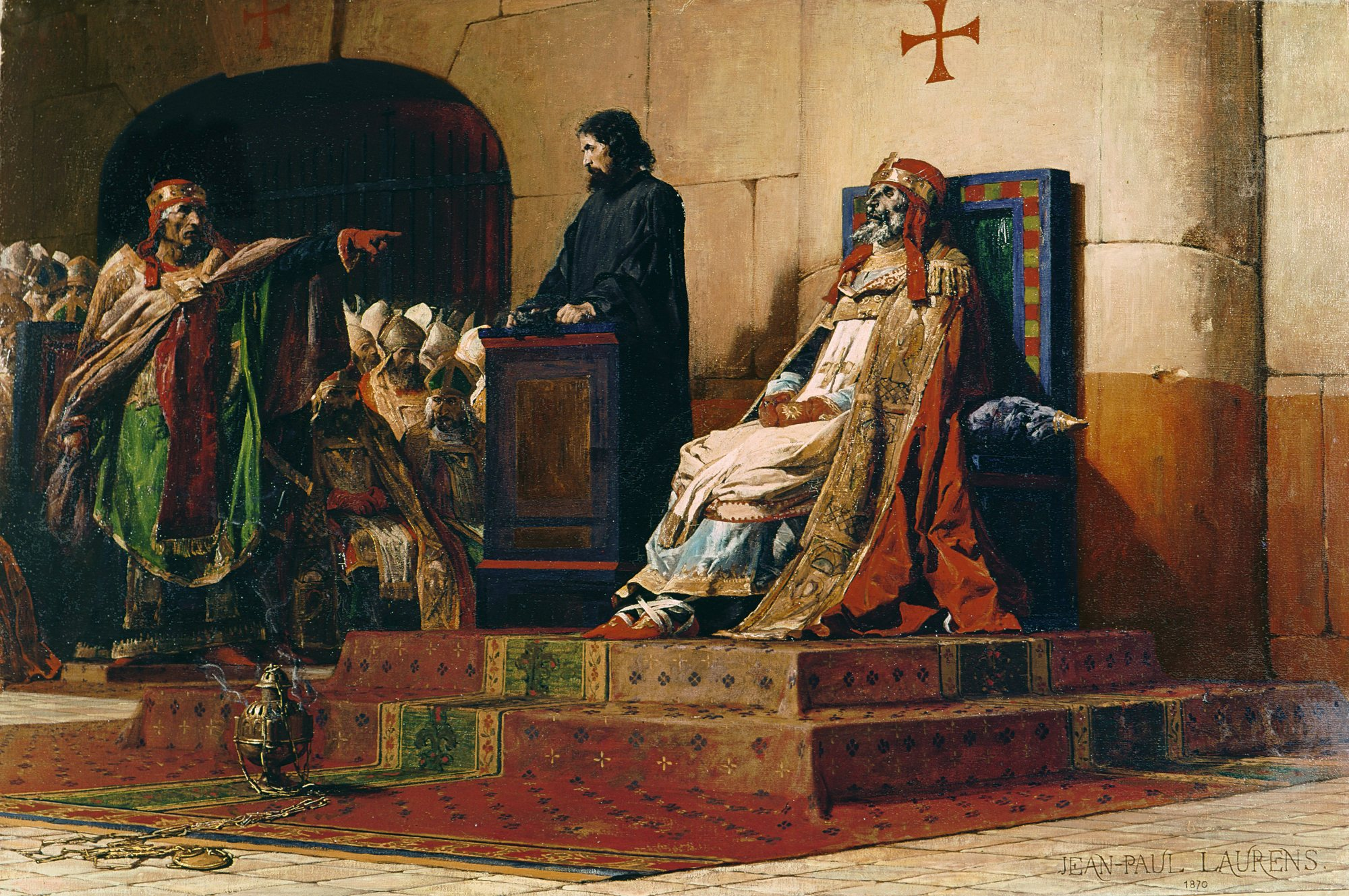
Jean-Paul Laurens, Le Pape Formose et Étienne VII ("Påve Formosus och Stefan VII"), 1870.

### Kadaversynoden
Under sin tid som påve hade Formosus skaffat sig fiender. 
En av dessa var efterträdaren Stefan VI, som nio månader efter Formosus död lät bära hans lik från dess sarkofag upp till Lateranbasilikan, klä det i full påvlig skrud och ställa det inför rätta. Den så kallade "kadaversynoden" (eller Synodus Horrenda) pågick runt januari 897. Under synoden anklagade Stefan VI den döde Formosus för att ha brutit mot en kyrkolag som förbjöd en biskop att flytta från ett stift till ett annat (vilket Formosus gjort när han blev påve), för att ha usurperat påvetronen, och för mened. 
Formosus försvarades av en diakon, utsedd att föra hans talan, men efter en snabb rättegång förklarades Formosus skyldig och straffades med Damnatio memoriae. Den döde avkläddes påveskruden och alla beslut Formosus tagit som påve förklarades ogiltiga. Tre fingrar på hans högerhand, vilka han använt till att välsigna människor, höggs av och liket grävdes ned på en kyrkogård för utlänningar. 
Därefter sägs Stefan VI ha låtit gräva upp Formosus kropp en gång till, bundit den till tyngder och kastat den i Tibern. Kroppen ska dock ha hittats av en munk, och enligt rykten börjat utföra mirakler. 
Det makabra skådespelet vid kadaversynoden bidrog till att folket i Rom revolterade mot Stefan VI. Han spärrades in i fängelse, där han i augusti 897 stryptes. Formosus förklarades senare oskyldig av Theodor II, och hans kropp begravdes i Peterskyrkan, åter klädd i den påvliga skruden.